# 2 Front Dalekowschodni
2 Front Dalekowschodni (ros. 2-й Дальневосточный фронт) – związek operacyjno-strategiczny Armii Czerwonej o kompetencjach administracyjnych i operacyjnych na dalekowschodnim terytorium ZSRR, działający podczas wojny z Japonią w 1945 roku w czasie II wojny światowej.

## Charakterystyka
Utworzony 2 sierpnia 1945 z Frontu Dalekowschodniego. Dowódcą frontu był gen. armii Maksim Purkajew. W skład frontu wchodziły: 2., 15. i 16 Armia, 5 Samodzielny Korpus Piechoty, Kamczacki Rejon Obrony i 10 Armia Lotnicza. Rozwinął się na linii: Błagowieszczeńsk, Babstowo, Woskrieszienskoje naprzeciw japońskiej Armii Kwantuńskiej oraz w rejonie Sowietskaja Gawań na północnym Sachalinie. Uczestniczył częścią sił w operacji kwantuńskiej i wyzwoleniu północnej Korei (9 sierpnia – 2 września 1945). Jego 56 Korpus Piechoty i 16 Armia (dowódca gen. L. Czeremisow) przy współdziałaniu z Flotą Oceanu Spokojnego wykonały operację sachalińską (11–25 sierpnia). Między 18 sierpnia a 1 września siłami Kamczackiego Rejonu Obrony i oddziałów Pietropawłowskiej Bazy Morskiej przeprowadził operację desantową na Wyspy Kurylskie. Oba te działania bojowe prowadzone były przeciw 5 Frontowi japońskiemu.
10 września 1945 na bazie frontu powstał Dalekowschodni Okręg Wojskowy.

## Dowódcy frontu
- gen. armii Maksim Purkajew[4]

## Struktura organizacyjna
- 2 Armia,
- 15 Armia,
- 16 Armia,
- 5 Samodzielny Korpus Piechoty,
- 10 Armia Lotnicza